# Islamnur Magomedrasulovich Abdulavov
Bản mẫu:Eastern Slavic name
Islamnur Magomedrasulovich Abdulavov (tiếng Nga: Исламнур Магомедрасулович Абдулавов; sinh ngày 7 tháng 3 năm 1994) là một cầu thủ bóng đá người Nga. Hiện tại anh thi đấu cho F.K. Ufa.

## Sự nghiệp câu lạc bộ
Anh có màn ra mắt tại Giải bóng đá ngoại hạng Nga vào ngày 17 tháng 8 năm 2013 cho F.K. Anzhi Makhachkala trong trận đấu với F.K. Zenit St. Petersburg.

## Thống kê sự nghiệp

### Câu lạc bộ
Tính đến 12 tháng 5 năm 2018
| Câu lạc bộ             | Mùa giải            | Giải vô địch                | Giải vô địch | Giải vô địch | Cúp     | Cúp       | Châu lục | Châu lục  | Khác    | Khác      | Tổng cộng | Tổng cộng |
| Câu lạc bộ             | Mùa giải            | Hạng đấu                    | Số trận      | Bàn thắng    | Số trận | Bàn thắng | Số trận  | Bàn thắng | Số trận | Bàn thắng | Số trận   | Bàn thắng |
| ---------------------- | ------------------- | --------------------------- | ------------ | ------------ | ------- | --------- | -------- | --------- | ------- | --------- | --------- | --------- |
| F.K. Anzhi Makhachkala | 2011–12             | Giải bóng đá ngoại hạng Nga | 0            | 0            | 0       | 0         | –        | –         | –       | –         | 0         | 0         |
| F.K. Anzhi Makhachkala | 2012–13             | Giải bóng đá ngoại hạng Nga | 0            | 0            | 0       | 0         | 0        | 0         | –       | –         | 0         | 0         |
| F.K. Anzhi Makhachkala | 2013–14             | Giải bóng đá ngoại hạng Nga | 9            | 1            | 0       | 0         | 6        | 0         | –       | –         | 15        | 1         |
| F.K. Anzhi Makhachkala | 2014–15             | FNL                         | 11           | 1            | 1       | 1         | –        | –         | –       | –         | 12        | 2         |
| F.K. Anzhi Makhachkala | 2015–16             | Giải bóng đá ngoại hạng Nga | 19           | 1            | 0       | 0         | –        | –         | 2       | 0         | 21        | 1         |
| F.K. Anzhi Makhachkala | Tổng cộng           | Tổng cộng                   | 39           | 3            | 1       | 1         | 6        | 0         | 2       | 0         | 48        | 4         |
| F.K. Ufa               | 2016–17             | Giải bóng đá ngoại hạng Nga | 13           | 0            | 1       | 0         | –        | –         | –       | –         | 14        | 0         |
| F.K. Ufa               | 2017–18             | Giải bóng đá ngoại hạng Nga | 7            | 0            | 1       | 1         | –        | –         | –       | –         | 8         | 1         |
| F.K. Ufa               | Tổng cộng           | Tổng cộng                   | 20           | 0            | 2       | 1         | 0        | 0         | 0       | 0         | 22        | 1         |
| F.K. Tom Tomsk         | 2017–18             | FNL                         | 12           | 1            | –       | –         | –        | –         | –       | –         | 12        | 1         |
| Tổng cộng sự nghiệp    | Tổng cộng sự nghiệp | Tổng cộng sự nghiệp         | 71           | 4            | 3       | 2         | 6        | 0         | 2       | 0         | 82        | 6         |